# Účinnost (fyzika)

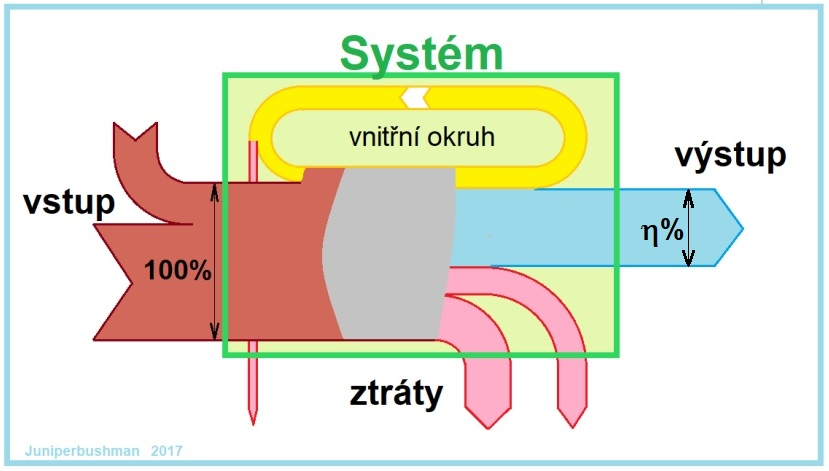
Účinnost znázorněná pomocí Sankeyova diagramu

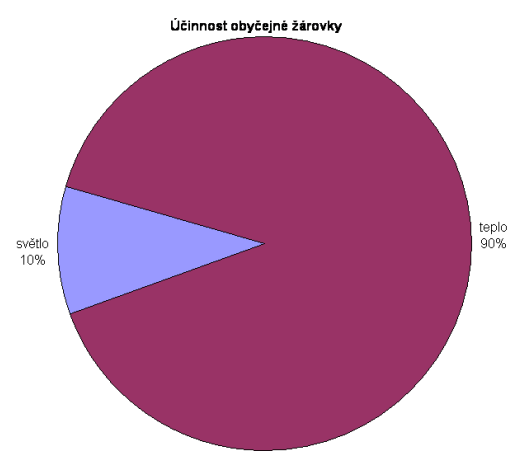
Světelná účinnost klasické žárovky je asi 10 %

Účinnost je skalární fyzikální veličina. Udává poměr mezi energií získanou (užitečnou), což může být například strojem vykonaná práce a energií dodanou. Pokud posuzujeme zařízení (systém), které nedokáže energii akumulovat, můžeme účinnost brát jako poměr mezi výkonem a příkonem.
Energie dodaná stroji je vždy větší než práce strojem vykonaná (v opačném případě bychom mluvili o tzv. perpetuum mobile), kvůli ztrátám – přeměně energie na neužitečné druhy (např. v důsledku tření se mění mechanická energie v teplo). Proto účinnost je vždy menší než 100 %.
Účinnost se zapisuje značkou {\displaystyle \eta } (éta) jako bezrozměrná veličina buď bez jednotky (jako desetinné číslo 0 ÷ 1), příp. v %
Výpočet:
Jako poměr energií: {\displaystyle \eta ={\frac {E_{Z}}{E_{D}}}} , kde {\displaystyle E_{Z}} je získaná a {\displaystyle E_{D}} dodaná energie
 Jako poměr vykonané (užitečné) práce {\displaystyle A_{U}} k dodané energii: {\textstyle \eta ={\frac {A_{U}}{E_{D}}}}
Jako poměr vykonané práce k práci vynaložené: {\displaystyle \eta ={\frac {A_{U}}{A_{D}}}}
Jako poměr výkonu {\displaystyle P^{\prime }} k příkonu {\displaystyle P}: {\displaystyle \eta ={\frac {P^{\prime }}{P}}}

## Energetická bilance
Energetickou bilancí rozumíme vyjádření dílčích energetických vstupů, výstupů a ztrát systému. Nejnázornější je vyobrazení pomocí Sankeyova diagramu.

## Účinnost větší než 1

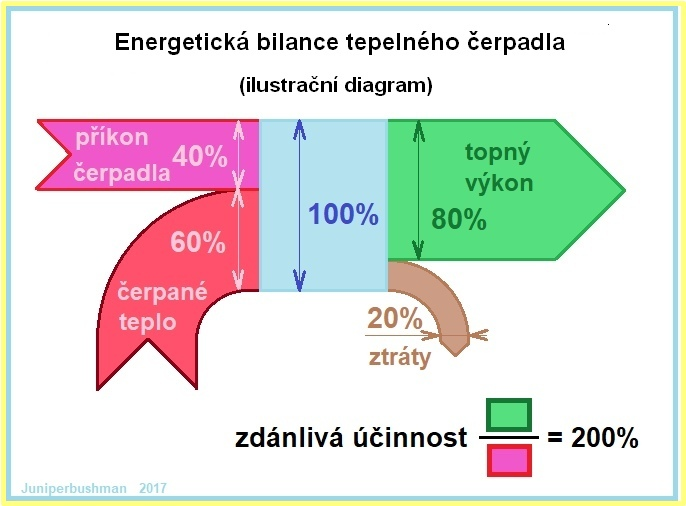
Ilustrační diagram tepelné bilance tepelného čerpadla

Vždy se jedná o účinnost, kterou lze nazvat relativní nebo zdánlivou, protože se započítává jen jistá část vložené energie.

### Tepelné čerpadlo
Tepelná čerpadla mají udávanou účinnost větší než 1, pokud se jako vstup počítá pouze vložená ušlechtilá energie (elektrická energie, ...). Jako výstupní energie se počítá celková výstupní tepelná energie dodaná tepelným čerpadlem. Do tepelného čerpadla ale vstupuje i další tepelná energie získaná z jiného vnějšího zdroje tepla, kterým mohou být různé výměníky odebírající teplo venkovnímu vzduchu, vodě, technologii, půdě (výměník zakopaný horizontálně v nezámrzné hloubce) nebo i z hlubinného vrtu, kde využívá stabilní teploty horní vrstvy zemské kůry (cca do hloubky 100 m). Proto se správně mluví o tepelném faktoru.
Do takto pojaté energetické bilance není záměrně započten vnější zdroj tepla – důvodem může být to, že na rozdíl od elektřiny a dalších zdrojů energie není venkovní volná energie zpoplatněna a zdaněna.

### Spalování
Účinnost vyšší než 1 se někdy uvádí i u kondenzačních kotlů. Je to dáno tím, že jako základ účinnosti kotlů se nebere spalné teplo paliva (které vyjadřuje celou chemickou energii), ale jeho výhřevnost, ve které není započtena energie skupenského tepla vodní páry ve spalinách. Pokud se toto teplo využije (voda ve spalinách zkondenzuje), může být výstupní energie kotle vyšší než výhřevnost a jejich poměr je pak vyšší než 1. Výstupní energie kotle je však vždy menší než spalné teplo a celková účinnost je tak vždy menší než 1.

## Příklady účinností
Společenské využití energie může mít účinnost i méně než 50 %. (V USA je to podle odhadů jen 39%.) Je to dáno tím, že tepelné stroje mají omezenou účinnost (nejlepší je Carnotův cyklus). I solární panel nedosahuje účinnosti 50 %.